# Inheems monument (Palmentuin)
Het inheemse monument in de Palmentuin in Paramaribo is een gedenkteken ter ere van de strijd van de oorspronkelijke Surinamers in de koloniale tijd. Het werd in 2019 onthuld.

## Onthulling
President Ronald Venetiaan kondigde in 2009 op de Dag der Inheemsen aan dat er een jaar later een monument zou komen. Dit werd toen niet gerealiseerd. Op het voornemen werd afwijzend gereageerd vanuit de Vereniging Inheemse Dorpshoofden Suriname (VIDS). Zolang de grondenrechten van inheemsen geschonden zouden blijven, zou het monument niet meer zijn dan "een streling om ons rustig te houden," aldus bestuurslid Lesley Artist.
In 2018 ging een voorgenomen onthulling opnieuw niet door. Uiteindelijk werd het monument in 2019 onthuld op de vooravond van de Dag der Inheemsen, 8 augustus, door Henk Herrenberg van de Commissie Herdenking Jubileumjaren en minister Lilian Ferrier namens president Desi Bouterse.

## Onderdelen van het kunstwerk
Het kunstwerk werd gemaakt door August Bohé. In het midden staat een plaquette met de tekst:
Di strey ben musu strey, den no ben frede
(Toen er gestreden moest worden, waren zij niet bang).
In het Nederlands staat ingegraveerd:
Ter ere van alle Inheemse gevallenen tijdens de kolonisatie van Suriname en als eerbetoon aan de inheemse strijders die zich hebben verzet tegen slavernij, uitbuiting, onderdrukking en overheersing door de koloniale machthebbers.
Aan weerszijden houden twee getooide hoofden van inheemsen symbolisch de wacht. Erachter bevindt zich een schilderij met de titel Strey (Strijd). Dit is een replica van een groter schilderij van een meter hoog dat de dag erna werd gepresenteerd aan de president. Uitgebeeld staan vijf inheemsen en erachter silhouetten die de andere bevolkingsgroepen uitbeelden, als symbool dat de strijd niet alleen voor henzelf was maar voor alle Surinamers. De zon op het schilderij is een uitbeelding van eeuwige kracht.

## Gemengde reacties
Inheemse Surinamers werden tijdens de onthulling vertegenwoordigd door Robin Anuwaritja van Paremuru. Hij noemde het een belangrijk monument waar jarenlang voor gestreden was. VIDS en vertegenwoordigers van Arowakken waren niet uitgenodigd, terwijl dit volk op deze plek ooit een nederzetting had. Het stoorde VIDS-voorzitter Theo Jubitana dat zij geen plengoffer hadden kunnen brengen. Vanwege meer onvrede, zoals met behandeling door de beleidmakers van de regering en het weigeren van ruimte om een toespraak te houden, bleef VIDS ook weg tijdens viering van de Dag van de Inheemsen in de Palmentuin de dag erna, die door president Bouterse en minister Edgar Dikan werd bijgewoond.

## Andere monumenten
Andere monumenten in Suriname voor inheemsen staan in Albina, in Groningen en in Nieuw-Nickerie.